# UCI-BMX-Racing-Weltcup 2019
Beim UCI-BMX-Racing-Weltcup 2019, auch UCI-BMX-Supercross-Weltcup genannt, wurden durch die Union Cycliste Internationale die Weltcup-Sieger im BMX-Rennsport ermittelt. Die Rennen zählten unter anderem für die Qualifikation zum olympischen BMX-Rennen von 2020, das letztlich im Juli 2021 stattfand.

## Termine
Der Weltcup fand von April bis September 2019 statt. Mit zehn Rennen an fünf Standorten war der Kalender so umfangreich wie nie zuvor.
- Manchester: 27. und 28. April
- Papendal: 11. und 12. Mai
- Saint-Quentin-en-Yvelines: 8. und 9. Juni
- Rock Hill: 14. und 15. September
- Santiago del Estero: 28. und 29. September

Die Rennen in Manchester fanden im National Cycling Centre statt, die von St-Quentin auf der für die Olympischen Spiele 2024 gebauten Strecke.

## Männer
| #  | Datum         | Ort                       | Erster         | Zweiter       | Dritter           |
| -- | ------------- | ------------------------- | -------------- | ------------- | ----------------- |
| 1  | 27. April     | Manchester                | Joris Daudet   | Sylvain André | Jérémy Rencurel   |
| 2  | 28. April     | Manchester                | Kye Whyte      | Niek Kimmann  | Diego Arboleda    |
| 3  | 11. Mai       | Papendal                  | Niek Kimmann   | Alfredo Campo | Jérémy Rencurel   |
| 4  | 12. Mai       | Papendal                  | Niek Kimmann   | Joris Daudet  | Sylvain André     |
| 5  | 8. Juni       | Saint-Quentin-en-Yvelines | Niek Kimmann   | Alfredo Campo | Joris Daudet      |
| 6  | 9. Juni       | Saint-Quentin-en-Yvelines | Niek Kimmann   | Joris Daudet  | David Graf        |
| 7  | 14. September | Rock Hill                 | Corben Sharrah | Connor Fields | Izaac Kennedy     |
| 8  | 15. September | Rock Hill                 | Niek Kimmann   | Alfredo Campo | Dave van der Burg |
| 9  | 28. September | Santiago del Estero       | Gonzalo Molina | Alfredo Campo | Romain Mahieu     |
| 10 | 29. September | Santiago del Estero       | Niek Kimmann   | David Graf    | Gonzalo Molina    |

Gesamtwertung
| Platz | Name            | Punkte |
| ----- | --------------- | ------ |
| 1     | Niek Kimmann    | 1180   |
| 2     | Alfredo Campo   | 890    |
| 3     | David Graf      | 820    |
| 4     | Jérémy Rencurel | 735    |
| 5     | Sylvain André   | 709    |
| 6     | Romain Mahieu   | 695    |

## Frauen
| #  | Datum         | Ort                       | Erste              | Zweite           | Dritte             |
| -- | ------------- | ------------------------- | ------------------ | ---------------- | ------------------ |
| 1  | 27. April     | Manchester                | Simone Christensen | Judy Baauw       | Merle van Benthem  |
| 2  | 28. April     | Manchester                | Manon Valentino    | Natalia Afremova | Ruby Huisman       |
| 3  | 11. Mai       | Papendal                  | Judy Baauw         | Alise Willoughby | Laura Smulders     |
| 4  | 12. Mai       | Papendal                  | Laura Smulders     | Alise Willoughby | Felicia Stancil    |
| 5  | 8. Juni       | Saint-Quentin-en-Yvelines | Laura Smulders     | Alise Willoughby | Simone Christensen |
| 6  | 9. Juni       | Saint-Quentin-en-Yvelines | Manon Valentino    | Laura Smulders   | Alise Willoughby   |
| 7  | 14. September | Rock Hill                 | Laura Smulders     | Natalia Afremova | Alise Willoughby   |
| 8  | 15. September | Rock Hill                 | Laura Smulders     | Alise Willoughby | Natalia Afremova   |
| 9  | 28. September | Santiago del Estero       | Laura Smulders     | Natalia Afremova | Felicia Stancil    |
| 10 | 29. September | Santiago del Estero       | Laura Smulders     | Natalia Afremova | Felicia Stancil    |

Gesamtwertung
| Platz | Name               | Punkte |
| ----- | ------------------ | ------ |
| 1     | Laura Smulders     | 1270   |
| 2     | Felicia Stancil    | 925    |
| 3     | Alise Willoughby   | 910    |
| 4     | Natalia Afremova   | 890    |
| 5     | Manon Valentino    | 850    |
| 6     | Simone Christensen | 840    |